# Diada del 25 d'abril
La Diada del 25 d'abril, originàriament celebrada com Vetlada Patriòtica del 1918 al 1921 i com Diada de Dol Nacional del 1934 al 1936, commemora al País Valencià, des de 1978, la derrota de la batalla d'Almansa el 25 d'abril de 1707, i es considera un dia de commemoració de les llibertats perdudes del poble valencià i de mobilització del nacionalisme valencià.
Tot i que en 1977 i 1978 la Taula de Forces Polítiques i Sindicals i el Plenari de Parlamentaris reconegueren el 9 d'octubre com a Diada Nacional del País Valencià, la Diada del 25 d'abril és considerada també com a Diada Nacional oficiosa per part de sectors vinculats al fusterianisme. A nivell oficial, des del 1994, té reconeixement com a Dia de les Corts Valencianes.

## Origen

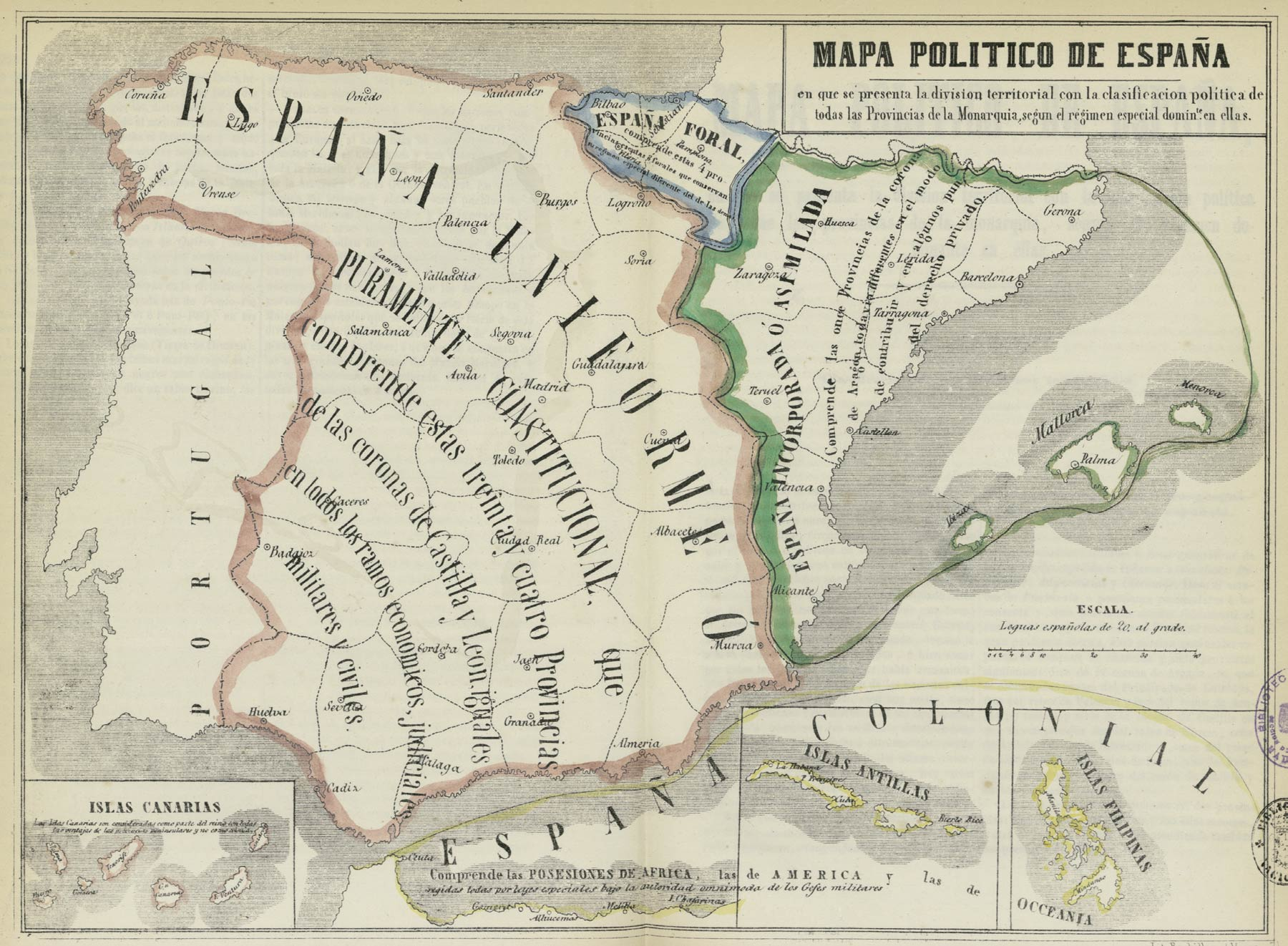
Mapa polític d'Estat espanyol (1852) on s'identifica políticament els territoris «purament constitucionals» (Corona de Castella) i els «territoris assimilats» (Corona d'Aragó).

Dins el marc de la Guerra de Successió a la corona espanyola, la desfeta d'Almansa va significar l'inici de la derrota del bàndol austriacista, entre ells els maulets, amb l'ocupació del Regne de València per Castella i l'aplicació del dret de conquesta, sent anul·lats els furs concedits fins aleshores i la imposició dels Decrets de Nova Planta.
La primera reivindicació dels extints estats de la Corona d'Aragó denunciant el règim absolutista resultat de la Nova Planta fou el memorial de greuges anomenat Representación, del 1760. El document contenia una denúncia de diversos crítiques a la política borbònica, sobretot al monopoli del poder pel Consell de Castella i els castellans a la Corona d'Aragó, i la impossibilitat dels súbdits d'aquesta d'accedir als càrrecs de Castella. Per això feien una defensa i exaltació dels aspectes positius del sistema anterior a la Nova Planta, i reclamaven la igualtat de representació entre els regnes, contra la discriminació de la Corona d'Aragó.

## Commemoració
La consideració del 25 d'abril, anomenada Velada Patriòtica pel valencianisme de principis del segle xx, naix el 1918 amb la celebració als locals d'Unió Valencianista del primer acte convocat per un partit valencià per a commemorar aquesta diada al qual assistiren també representants de l'Agrupació Escolar Nacionalista, Nostra Parla i Joventut Valencianista, sent organitzada cada vegada per una entitat fins a l'any 1921.
Posteriorment va ser recuperada durant la Segona República, primerament pel Centre d'Actuació Valencianista el 1932 i, després, amb la convocatòria de la Diada de Dol Nacional, per part d'Acció Nacionalista Valenciana a la ciutat de València en 1934. Antoni Senent Micó, president d'ANV, va presentar aquell any una instància a l'Ajuntament de València perquè es considerara aquella data com a Dia de Dol, i en conseqüència, fera onejar la bandera valenciana a mitja asta a tots els edificis municipals. La instància va ser ben rebuda per l'Ajuntament, que va posar la senyera als edificis on encara no onejava, i va fer onejar-les a mitja asta el dia indicat. Aquella iniciativa va ser un èxit, quallant entre totes les entitats valencianistes de la ciutat que a l'any vinent ja es van sumar a la commemoració. Entre les activitats que ANV va realitzar pel 25 d'abril, hi trobem misses i recitals poètics.

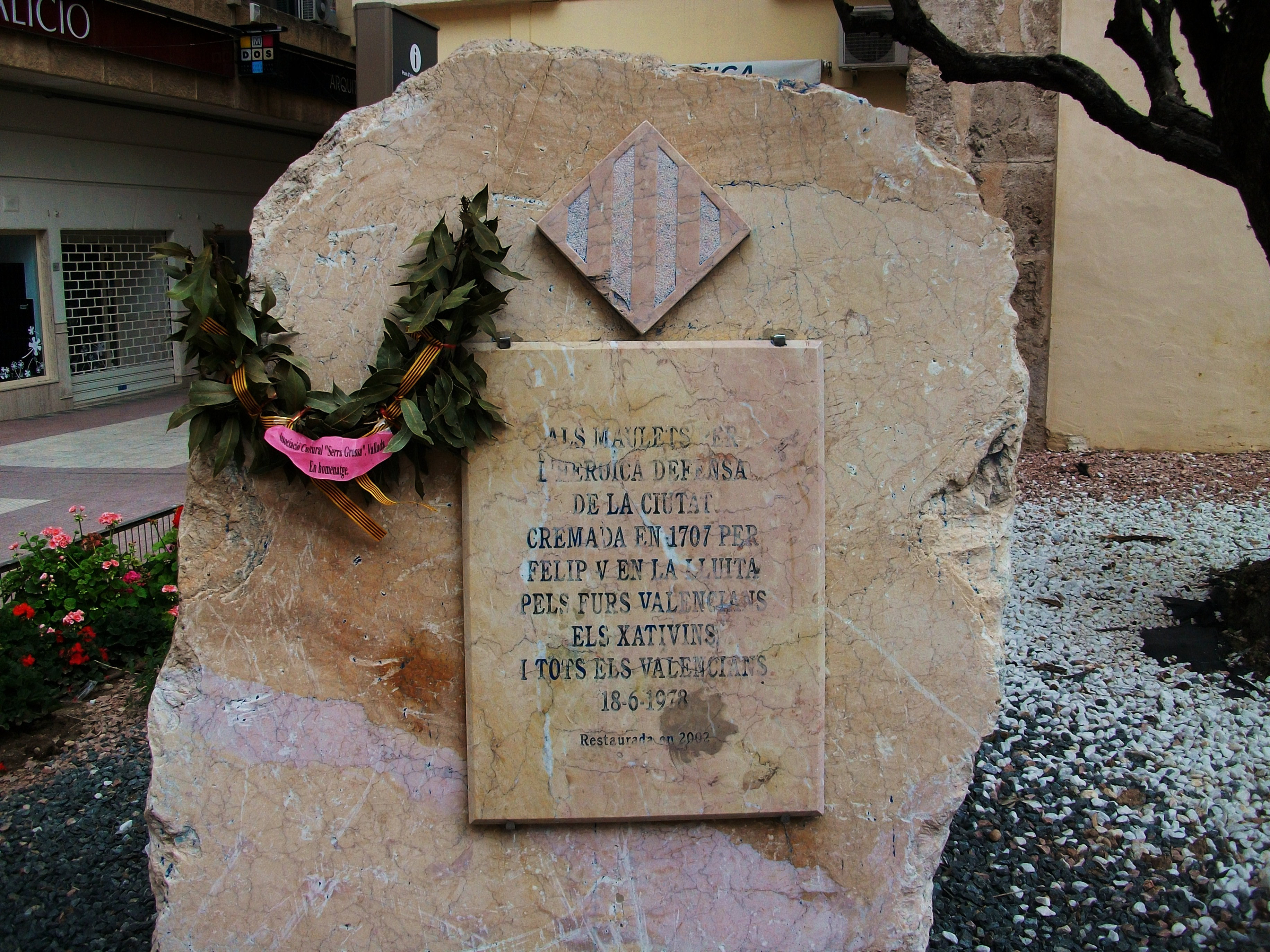
Corona de llorer situada sobre el monument als Maulets la Diada del 25 d'Abril a Xàtiva.

D'altra banda, també als anys 30, el Centre Valencianista de Xàtiva, de caràcter apolític i orientació esquerrana, va commemorar la data en memòria de la destrucció de la ciutat el 1707, en nom de les llibertats valencianes.
És a partir dels anys de la transició quan el mite de Xàtiva i la resistència dels maulets durant la guerra de Successió va quedar vinculat a la iconografia del nacionalisme d'inspiració fusteriana, consolidant-se la data del 25 d'abril, data de la batalla d'Almansa, com a diada alternativa al 9 d'octubre.
La diada del 25 d'Abril va popularitzar-se entre les forces valencianistes i d'esquerres del País Valencià durant la transició democràtica, influenciats per les cançons del grup de música tradicional valenciana Al Tall i un cert mimetisme amb la Diada de l'11 de setembre. A finals de la dècada de 1970 el 25 d'abril assoleix seua màxima dimensió de masses, sobretot a partir de la inauguració de la Pedra dels Maulets a Xàtiva el 1978. De fet, la imatge més comuna de la destrucció de Xàtiva, va ser la icona del nacionalisme valencià d'arrel fusteriana, que associa la rebel·lia heroica de la ciutat amb la «desfeta» d'Almansa i amb l'abolició dels furs.
A partir de 1978 i durant els primers anys de la dècada dels 80, i organitzats per Acció Cultural del País Valencià, la Diada del 25 d'Abril es commemora en forma d'aplecs i multitudinaris actes d'afirmació nacionalista en places de bous destacant entre ells els d'Alacant (1980), Xàtiva (1981), Castelló (1982) i Gandia (1983), realitzant-se posteriorment també a València. La participació de gent va ser notable i algunes d'aquestes trobades arribaran a reunir més de 25.000 persones.

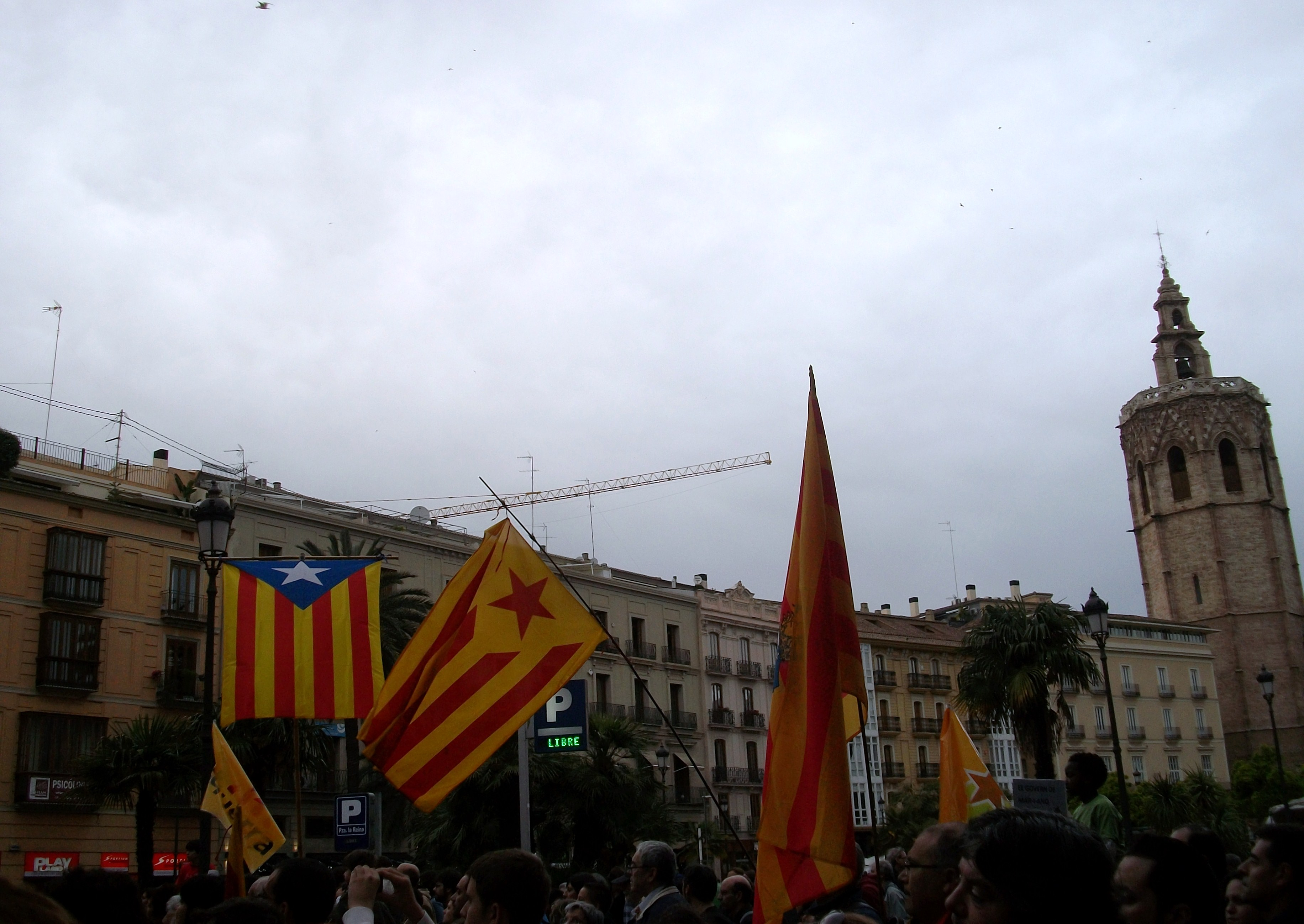
Manifestació duta a terme la Diada del 25 d'Abril a València el 2012.

Aquestes trobades tenien una doble component, festiva de matí amb actuacions musicals i actes culturals, i reivindicativa de vesprada amb una manifestació unitària. Especialment significatiu és l'aplec de 1982 a Castelló en commemoració del cinquantenari de les Normes de Castelló, convertint-se aquests en un lloc habitual de confluència del valencianisme cultural i polític. En 1984 ACPV descentralitza la seua commemoració, duent-se a terme diversos actes a diferents municipis.
Des d'aleshores, la diada del 25 d'abril s'ha commemorat de manera ininterrompuda des per part dels partits valencianistes siga en forma d'aplecs o de manifestacions de caràcter reivindicatiu, amb la característica que s'estén per tot el País Valencià destacant els actes anuals que es fan a Xàtiva, Vila-real o Alacant. Des de mitjans dels 80 a la ciutat de València és on darrerament es realitza l'acte més multitudinari en forma de manifestació, a excepció dels anys 1985, 1995, 2008 i 2025 que es realitzà a la ciutat d'Alacant. Cal destacar la Diada del 25 d'abril de 2007 per coincidir amb el 300 aniversari de la commemoració de la derrota en la batalla d'Almansa.